# Vivian E. Browne
Pour les articles homonymes, voir Browne.
Vivian E. Browne (1929 - 1993) est une artiste américaine reconnue pour ses peintures de protestation afro-américaines.

## Biographie
Vivian Browne est née à Laurel, en Floride, le 26 avril 1929. Elle a passé la majeure partie de sa vie dans la ville de New York et dans le Kern County, en Californie. Elle a obtenu son baccalauréat de Science en 1950 au Hunter College, à New York, et un master en beaux-arts au Hunter College en 1959. Elle était investie dans ses voyages à travers l’Europe et l’Afrique. Elle a également eté étudiante à l’Université d’Ibadan au Nigéria en 1972. Browne a travaillé à l’Université Rutgers à Newark de 1971 à 1992 comme membre du corps professoral du département Sciences et Arts, tout en continuant son travail d’artiste à travers le pays. Le début de sa carrière en peinture a été favorisé par une bourse de la New School pour la recherche sociale et une bourse de la Fondation de Huntington Hartford en 1964.

## Collections
L’œuvre de Browne se trouve dans des collections publiques et privées partout dans les États-Unis ,essentiellement à New York et en Californie. Plus particulièrement, son travail se trouve dans les collections de la Smithsonian, au MOMA, au Schomburg Center de New York, au Chase Manhattan Banque, à la bibliothèque John Cotton Dana, à la Collection Hatch-Billops, au musée Wadsworth Atheneum, à la bibliothèque de New York(NYPL), et dans les collections privées de Harry Belafonte & Rosa Parks. Browne était incluse dans l'exposition du Centre pour les femmes dans les Arts et les Humanités Virtuelle à l’Université Rutgers.

## Activisme
Beaucoup des créations de Browne, particulièrement celles des années 1960, présentent son insatisfaction vis-à-vis de sa condition de femme noire qui a grandi privée de droits: « L’art noir est politique. S’il n’est pas politique, ce n’est pas de l’art noir ». Même si elle s’est battue pour l’égalité, elle ne pensait pas que les attitudes puissent vite changer, et divisait son regard sur l’art en deux catégories. « Quand je suis politique, je peins comme une noire ou comme une femme ou les deux. Sinon, je suis juste un être humain ». Elle a enseigné l’Histoire de l’art noir à University Rutgers, et elle a été présidente du département de 1975 à 1978. Browne a contribué à, et a travaillé comme conseillère à la revue HERESIES: A Feminist Publication on Art and Politics.

## Réussites majeures
En plus de travailler en tant que professeur et présidente de département à l'université Rutgers, Browne a été particulièrement honorée pour ses travaux politiques qui présentent sa vie en tant que femme noire. Elle a été panéliste de Fulbright en 1990, et elle a passé beaucoup de temps dans les années 1970 et 1980 à faire de la conservation, des expositions, et des symposiums. Elle a notamment participé au symposium sur l'art afro-américain de la Art Students League de New York en 1971, et sur la conférence nationale des Artistes et de la NEA en 1973, 1974 et 1976. Elle a fait partie de Soho20 Chelsea, une galerie de Broome Street. Elle a participé à l'exposition inaugurale de Just Above Midtown, la galerie militante de Linda Goode Bryant, avec son oeuvre Untitled (Man in Mountain) (1974). De plus, elle a participé à plus de quatre-vingts expositions collectives et individuelles, notamment au Museum of Modern Art (MoMA), à l’Orlando Gallery, et à Black Art Festival d’Atlanta.